# CDKN1A
CDKN1A (англ. cyclin-dependent kinase inhibitor 1A, p21, Cip1) — внутриклеточный белок-ингибитор циклин-зависимой киназы 1A, играет критическую роль в клеточном ответе на повреждение ДНК. Уровень белка повышен в клетках, находящихся в стадии покоя, таких как дифференцированные клетки организма. Один из 9 известных белковых ингибиторов циклин-зависимой киназы.

## Клиническое значение
p21 обеспечивает устойчивость гематопоэтических клеток к инфицированию ВИЧ за счёт связывания с вирусной интегразой, предотвращая таким образом встраивание провируса в хромосомный аппарат клетки.
Ген CDKN1A как правило не инактивируется полностью в злокачественных опухолях. Точная роль p21 в канцерогенезе до конца пока не установлена. Исследования показывают, что при некоторых типах опухолей потеря p21 является признаком плохих шансов на выживание. Однако известны ситуации, когда повышенная концентрация этого белка в клетках положительно коррелирует с агрессивностью опухоли и её способностью к метастазированию. Это особенно относится к тем случаям, когда p21 накапливается в цитоплазме, а не в ядре клетки.